# Simone Mortier
Simone Mortier (Würzburg, 14 febbraio 1964) è una triatleta tedesca.

## Carriera
Nel 1989 si laurea campionessa europea di triathlon a Cascais, davanti alla connazionale Kirsten Ullrich e alla britannica Sarah Springman. Nello stesso anno si classifica 10º alla prima edizione dei mondiali di triathlon, che si sono tenuti ad Avignone.
Nel 1990 vince la medaglia d'argento agli europei di Linz, dietro all'olandese Thea Sijbesma e davanti alla francese Isabelle Mouthon-Michellys. Nello stesso anno consegue un 12º posto assoluto ai mondiali di Orlando e vince la medaglia di bronzo agli europei di duathlon, edizione di Zofingen contestuale alla gara su lunga distanza più nota con il nome di Powerman.
Nel 1991 arriva nuovamente 2º ai campionati europei di triathlon, edizione svoltasi a Ginevra. Davanti a lei la francese Isabelle Mouthon-Michellys. Ai mondiali di Gold Coast, vinti dalla canadese Joanne Ritchie, non va oltre un 11º posto assoluto.
Dopo un 1992 deludente (11º agli europei di Lommel e 21º ai mondiali di Huntsville - eccezion fatta per gli europei di duathlon di Madrid dove ottiene un bronzo - si ripete agli europei di triathlon di Echternach del 1993, arrivando 2º a poco più di un minuto dalla vincitrice Simone Westhoff. Ai mondiali di Manchester arriva 19º.
Vince due edizioni del triathlon di Kitzbühel (1993 e 1994). Infine, ottiene un prezioso 3º posto agli europei di triathlon su distanza media del 1994, svoltisi a Novo Mesto. Nello stesso anno si classifica 14º ai mondiali di Wellington e 7º agli europei di Eichstatt.

## Titoli
- Campionessa europea di triathlon (Élite) - 1989